# Ramiz Mamiedow
Ramiz Michmanowicz Mamiedow, ros. Рамиз Михманович Мамедов (ur. 21 sierpnia 1972 w Moskwie, Rosyjska FSRR) – rosyjski piłkarz pochodzenia azerskiego, grający na pozycji obrońcy – reprezentant Rosji.

## Kariera piłkarska

### Kariera klubowa
Wychowanek Spartaka Moskwa, w którym w 1991 rozpoczął karierę piłkarską. W lipcu 1998 przeszedł do Arsenału Tuła. Na początku 1999 przeniósł się do Krylji Sowietow Samara. Latem 1999 został zaproszony do Dynama Kijów. 21 sierpnia 1999 roku debiutował w Wyszczej Lidze w meczu z Metałurhiem Donieck (1:0). Po zakończeniu sezonu 1999/2000 wyjechał do Austrii, gdzie bronił barw SK Sturm Graz. Latem 2001 powrócił do Rosji, gdzie został piłkarzem Lokomotiwu Moskwa, ale grał tylko w drużynie rezerw. Potem grał również w drużynie rezerw Sokołu Saratów. W sierpniu 2002 przeniósł się do Wołgar-Gazpromu Astrachań. W 2003 roku w wieku 31 lat zakończył karierę piłkarską w klubie Łucz-Eniergija Władywostok.

## Życie prywatne
Jeszcze będąc piłkarzem w 2000 zakończył Wyższą Szkołę Trenerską w Moskwie, ale nigdy nie pracował po specjalności. Prowadzi własny biznes i gra w drużynie seniorów Spartaka.

### Kariera reprezentacyjna
17 sierpnia 1994 zadebiutował w reprezentacji Rosji w meczu z Austrią (3:0). Łącznie rozegrał 10 gier reprezentacyjnych.

## Sukcesy i odznaczenia

### Sukcesy klubowe
- mistrz Rosji: 1992, 1993, 1994, 1996, 1997
- brązowy medalista Mistrzostw Rosji: 1995
- zdobywca Pucharu Rosji: 1994, 1998
- finalista Pucharu Rosji: 1996
- mistrz Ukrainy: 2000
- zdobywca Pucharu Ukrainy: 2000

### Sukcesy indywidualne
- najlepszy prawy obrońca Mistrzostw Rosji według Sport-Ekspresu: 1994, 1995